# 市町村職員共済組合
市町村職員共済組合（しちょうそんしょくいんきょうさいくみあい）とは、市町村職員を組合員として構成される共済組合である。

## 概要
地方公務員等共済組合法に基づいて設立された共済組合で、東京都職員共済組合、都市職員共済組合と指定都市職員共済組合に加入していない市町村が加入しており都道府県ごとに1組合置かれている。指定都市職員共済組合および都市職員共済組合と共に全国市町村職員共済組合連合会を構成している。

## 構成団体
- 北海道市町村職員共済組合
- 青森県市町村職員共済組合
- 岩手県市町村職員共済組合
- 宮城県市町村職員共済組合
- 秋田県市町村職員共済組合
- 山形県市町村職員共済組合
- 福島県市町村職員共済組合
- 茨城県市町村職員共済組合
- 栃木県市町村職員共済組合
- 群馬県市町村職員共済組合
- 埼玉県市町村職員共済組合
- 千葉県市町村職員共済組合
- 東京都市町村職員共済組合
- 神奈川県市町村職員共済組合
- 山梨県市町村職員共済組合
- 新潟県市町村職員共済組合
- 富山県市町村職員共済組合
- 石川県市町村職員共済組合
- 福井県市町村職員共済組合
- 長野県市町村職員共済組合
- 岐阜県市町村職員共済組合
- 静岡県市町村職員共済組合
- 愛知県市町村職員共済組合
- 三重県市町村職員共済組合
- 滋賀県市町村職員共済組合
- 京都府市町村職員共済組合
- 大阪府市町村職員共済組合
- 兵庫県市町村職員共済組合
- 奈良県市町村職員共済組合
- 和歌山県市町村職員共済組合
- 鳥取県市町村職員共済組合
- 島根県市町村職員共済組合
- 岡山県市町村職員共済組合
- 広島県市町村職員共済組合
- 山口県市町村職員共済組合
- 徳島県市町村職員共済組合
- 香川県市町村職員共済組合
- 愛媛県市町村職員共済組合
- 高知県市町村職員共済組合
- 福岡県市町村職員共済組合
- 佐賀県市町村職員共済組合
- 長崎県市町村職員共済組合
- 熊本県市町村職員共済組合
- 大分県市町村職員共済組合
- 宮崎県市町村職員共済組合
- 鹿児島県市町村職員共済組合
- 沖縄県市町村職員共済組合